# Armand Assante
Armand Anthony Assante, Jr. (Nova York, 4 d'octubre de 1949) és un actor estatunidenc.

## Biografia
Assante és fill de Katherine (nom de soltera Healy), una professora de música i d'Armand Anthony Assante, Sr., un artista i pintor. El seu pare era d'origen italo-americà i la seva mare d'origen irlandès, i va ser criat dins la religió catòlica.
Va entrar a estudiar en la Academy of Dramatic Arts de Nova York, ja en 1973 va aconseguir donar els seus primers passos com a intèrpret en el teatre i la televisió, on se'l va veure en alguns capítols de la sèrie Kojak, per posteriorment aconseguir un paper més decisiu en la sèrie How to Survive a Marriage de 1974.
Va iniciar la seva carrera al cinema a la fi dels anys 70 al costat de Sylvester Stallone, que protagonitzava i també dirigia La cuina de l'infern (1978), posteriorment va aparèixer en títols com a Profecia maleïda (1979) de John Frankenheimer, una comèdia amb Goldie Hawn Private Benjamin (1980), Little Darlings (1980), film que va ser protagonitzat per Tatum O'Neal, o I, The Jury (1982), pel·lícula en què es posa en la pell del detectiu Mike Hammer. Ja en els anys 80, la seva carrera en la pantalla gran va tenir alts i baixos, protagonitzant pocs títols, per la qual cosa va aparèixer en sèries i telefilmes, una constant en tota la seva carrera com a actor.
En els anys 90 va aparèixer en pel·lícules com Ella sempre diu sí (1991), al costat de Alec Baldwin i Kim Basinger, Els reis del mambo (1992) amb Antonio Banderas, La conquesta del paradís (1992), pel·lícula dirigida per Ridley Scott, o Hoffa (1992), film dirigit per Danny DeVito i protagonitzat per Jack Nicholson.
Va ser un començament esperançador perquè la seva carrera es rellancés, però finalment els anys següents li van oferir títols de poca importància, a excepció d'algunes pel·lícules com a Judge Dredd (1995) amb Sylvester Stallone o Striptease (1996) amb Demi Moore. L'any 1997 va ser consagrador per Assante: primer va protagonitzar el drama històric d'Homer, la seva pel·lícula més famosa i actualment un dels films més televisats pels canals de tot el món, l'Odissea (1997), on dona vida al mític Ulisses. En la televisió va aconseguir triomfar amb la sèrie Gotti estrenada als EUA a final de 1996, amb la qual va aconseguir un Emmy el 1997 aconseguint consolidar-se com un actor de prestigi indiscutible.

## Filmografia
Les seves pel·lícules més destacades són
| Any       | Títol                                           | Paper                   | Notes |
| --------- | ----------------------------------------------- | ----------------------- | --- |
| 1974-1975 | How to Survive a Marriage                       | Johnny McGee            | |
| 1974      | The Lords of Flatbush                           | Wedding guest           | |
| 1975      | First Ladies Diaries: Rachel Jackson            | Robards                 | Telefilm |
| 1975-1977 | The Doctors                                     | Dr. Mike Powers #6      | |
| 1977      | Kojak                                           | Tom Ryan                | Episodi: "Caper on a Quiet Street" |
| 1978      | La cuina de l'infern (Paradise Alley)           | Lenny Carboni           | |
| 1978      | Human Feelings                                  | Johnny Turner           | Telefilm |
| 1978      | Lady of the House                               | Ernest                  | Telefilm |
| 1978      | The Pirate                                      | Ahmed                   | Telefilm |
| 1979      | Prophecy                                        | John Hawks              | |
| 1979      | Mrs. Columbo                                    | Freddie Faust           | Episodi: "A Chilling Surprise" |
| 1980      | Little Darlings                                 | Gary                    | |
| 1980      | Private Benjamin                                | Henri Alan Tremont      | |
| 1980      | Sophia Loren: Her Own Story                     | Riccardo Scicolone      | |
| 1982      | Love and Money                                  | Lorenzo Prado           | |
| 1982      | I, the Jury                                     | Mike Hammer             | |
| 1983      | Rage of Angels                                  | Michael Moretti         | Telefilm |
| 1984      | Unfaithfully Yours                              | Maximillian Stein       | |
| 1984      | Why Me?                                         | Dr. James Stalling      | Telefilm |
| 1985      | Evergreen                                       | Joseph Friedman         | 3 episodis |
| 1986      | "Belizaire the Cajun"                           | Belizaire               | |
| 1986      | A Deadly Business                               | Charles Macaluso        | Telefilm |
| 1987      | Stranger in My Bed                              | Hal Slater              | Telefilm |
| 1987      | Hands of a Stranger                             | Joe Hearn               | Telefilm |
| 1987      | Napoleon and Josephine: A Love Story            | Napoleon Bonaparte      | 3 episodis |
| 1988      | The Penitent                                    | Juan Mateo              | |
| 1988      | Jack the Ripper                                 | Richard Mansfield       | Telefilm Nominació − Primetime Emmy al millor actor secundari en minisèrie o pel·lícula Nominació − Globus d'Or al millor actor secundari en sèrie, minisèrie o telefilm                                                           |
| 1989      | Eternity                                        | Romi                    | |
| 1989      | Passion and Paradise                            | Alfred De Marigny       | Telefilm |
| 1989      | Animal Behavior                                 | Mark Mathias            | |
| 1990      | Q&A                                             | Roberto Texador         | Nominació − Globus d'Or al millor actor secundari |
| 1991      | The Marrying Man                                | Bugsy Siegel            | |
| 1991      | Fever                                           | Ray                     | Television movie |
| 1992      | Els reis del mambo (The Mambo Kings)            | Caesar Castillo         | |
| 1992      | 1492: Conquest of Paradise                      | Sanchez                 | |
| 1992      | Hoffa                                           | Carol                   | |
| 1993      | Distracció Fatal (Fatal Instinct)               | Ned Ravine              | |
| 1994      | Blind Justice                                   | Canaan                  | Telefilm |
| 1995      | Jutge Dredd (Judge Dredd)                       | Rico                    | |
| 1995      | Kidnapped                                       | Alan Breck Stewart      | Telefilm |
| 1996      | Striptease                                      | Tinent Al Garcia        | |
| 1996      | Gotti                                           | John Gotti              | Telefilm Millor actor - Minisèrie o especial Nominació − Globus d'Or al millor actor en minisèrie o telefilm Nominació − Screen Actors Guild Award for Outstanding Performance by a Male Actor in a Miniseries or Television Movie |
| 1997      | The Odyssey                                     | Odysseus                | Telefilm Nominació − Globus d'Or al millor actor en minisèrie o telefilm Nominació − Satellite Award for Best Actor – Miniseries or Television Film                                                                                |
| 1999      | The Hunley                                      | Tinent George Dixon     | Telefilm |
| 2000      | La ruta cap a El Dorado (The Road to El Dorado) | Tzekal-Kan              | |
| 2000      | On the Beach                                    | Cmdr. Dwight Towers     | Telefilm |
| 2000      | Looking for an Echo                             | Vince Pirelli           | |
| 2001      | Last Run                                        | Frank Banner            | |
| 2001      | After the Storm                                 | Jean-Pierre             | Telefilm |
| 2001      | One Eyed King                                   | Holly                   | |
| 2001      | Federal Protection                              | Frank Carbone           | |
| 2002      | Partners in Action                              | Jack Cunningham         | |
| 2002      | Push, Nevada                                    | Desconegut              | Episodi: "The Amount" |
| 2003      | Citizen Verdict                                 | Sam Patterson           | |
| 2003      | Consequence                                     | Sam Tyler               | |
| 2005      | Casanova's Last Stand                           | Sebastian Marr          | |
| 2005      | Children of Wax                                 | Kemal                   | |
| 2005      | Dot.Kill                                        | Unknown                 | |
| 2005      | The Third Wish                                  | Benefactor              | |
| 2005      | Mirror Wars                                     | York                    | |
| 2005      | Two for the Money                               | Novian                  | |
| 2005      | Confessions of a Pit Fighter                    | Argento                 | |
| 2006      | Funny Money                                     | Genero                  | |
| 2006      | ER                                              | Richard Elliot          | 4 episodis |
| 2006      | Dead Lenny                                      | Tony Thick              | |
| 2006      | Soul's Midnight                                 | Simon                   | |
| 2006      | Surveillance                                    | Harley                  | |
| 2007      | Mexican Sunrise                                 | Salvidar                | |
| 2007      | California Dreamin'                             | Cpt. Doug Jones         | |
| 2007      | When Nietzsche Wept                             | Nietzsche               | |
| 2007      | American Gangster                               | Dominic Cottano         | Nominació − Screen Actors Guild Award for Outstanding Performance by a Cast in a Motion Picture |
| 2007      | NCIS                                            | La Grenouille           | 5 episodis |
| 2008      | Shark Swarm                                     | Hamilton Lux            | Telefilm |
| 2008      | La Linea                                        | Padre Antonio           | |
| 2008      | The Man Who Came Back                           | Amos                    | |
| 2008      | October Road                                    | Gabriel Diaz            | 2 episodis |
| 2009      | The Lost                                        | Kevin                   | Telefilm |
| 2009      | Smile                                           | Tollinger               | |
| 2009      | The Steam Experiment                            | Detective Mancini       | |
| 2009      | Chicago Overcoat                                | Stefano D'Agnostino     | |
| 2009      | Breaking Point                                  | Marty Berlin            | |
| 2009      | Magic Man                                       | Taper                   | |
| 2009      | The Bleeding                                    | Jake Plummer            | |
| 2010      | Shadows in Paradise                             | Cpt. John 'Ghost' Santo | |
| 2010      | Killer by Nature                                | Eugene Branch           | |
| 2010      | Chuck                                           | Premier Alejandro Goya  | 2 episodis |
| 2010      | Human Target                                    | Joubert                 | Episodi: "Christopher Chance" |
| 2013      | Dead Man Down                                   | Lon Gordon              | |